# Вески Поречские
Вески Поречские — деревня в Калязинском районе Тверской области. Входит в состав Нерльского сельского поселения.

## География
Находится в юго-восточной части Тверской области на расстоянии приблизительно 17 км на юг-юго-восток по прямой от районного центра города Калязин на левом берегу реки Нерль.

## История
Была отмечена на карте 1825 года. В 1859 году здесь (тогда деревня Вески Калязинского уезда Тверской губернии) был учтен 31 двор, в 1941 — 58, в 1978 —20 .

## Население
Численность населения: 212 человек (1859 год), 10 (русские 100 %) в 2002 году, 1 в 2010.